# Kragsø
Kragsø är en sjö på Jylland i Danmark.   Den ligger i Viborgs kommun i Region Mittjylland. 
Kragsø ligger 47 meter över havet. Omgivningarna runt Kragsø är en mosaik av jordbruksmark och naturlig växtlighet.. Sjön ligger i utkanten på flygplatsen Midtjyllands Lufthavn.